# Epichnopterix silesiaca
Epichnopterix silesiaca är en fjärilsart som beskrevs av Standfuss 1851. Epichnopterix silesiaca ingår i släktet Epichnopterix och familjen säckspinnare. Inga underarter finns listade i Catalogue of Life.